# Eberhardshof (metro, Neurenberg)
Eberhardshof is een metrostation in de wijk Eberhardshof van de Duitse stad Neurenberg. Het station werd geopend op 20 juni 1981 en wordt bediend door lijn U1 van de metro van Neurenberg.